# Game Night
Game Night is een Amerikaanse zwarte komedie uit 2018 onder regie van John Francis Daley en Jonathan Goldstein.

## Verhaal
Game Night volgt een groep met koppels die zich verzamelen om een aantal spelletjes te spelen, iets wat ze geregeld doen. Hun bijeenkomst verloopt echter anders dan ze zouden denken. Wanneer iemand komt te overlijden, en iedereen denkt dat het om een moord gaat, zullen ze samen moeten werken en zien te achterhalen wie de dader is. Al denken ze dat het einde nadert, is dat niet zo.

## Rolverdeling
- Jason Bateman als Max Davis
- Rachel McAdams als Annie Davis
- Kyle Chandler als Brooks Davis
- Billy Magnussen als Ryan Huddle
- Sharon Horgan als Sarah Darcy
- Lamorne Morris als Kevin Sterling
- Kylie Bunbury als Michelle Sterling
- Jesse Plemons als Gary Kingsbury
- Michael C. Hall als The Bulgarian
- Danny Huston als Donald Anderton
- Chelsea Peretti als Glenda
- Camille Chen als Dr. Chin